# アレクシス・ルアーノ
アレクシス・ルアーノ・デルガド（Alexis Ruano Delgado, 1985年8月4日 - ）は、スペイン・マラガ出身の元サッカー選手。現役時代のポジションはディフェンダー（センターバック）。マラガCF時代は右サイドバックでもプレーしており、左サイドでもプレーすることが出来る。登録名はアレクシス (Alexis) 。
右腕に桜と日本語の文章の入ったタトゥーを彫っている。

## 経歴

### クラブ
マラガCFの下部組織出身で、2004年2月15日のRCDエスパニョール戦 (5-2) でトップチームデビューした。マラガCFでは3シーズンプレーしたが、2005-06シーズンはプリメーラ・ディビシオン（1部）最下位となり、セグンダ・ディビシオン（2部）降格が決定したため、2006年夏に移籍金250万ユーロでヘタフェCFに移籍した。2006年10月14日のレアル・マドリード戦 (1-0) で決勝点を決めるなど、38試合で33失点と堅守を誇ったヘタフェCFの一員として飛躍的な成長を遂げた。ヘタフェでの活躍はビッグクラブの視線を引き付け、ACミラン、バレンシアCF、レアル・マドリード、FCバルセロナなどが興味を示した。
2007年5月16日、移籍金650万ユーロでバレンシアCFと6年契約を結んだ。2007-08シーズンは膝の怪我でシーズンの大半を棒に振ったが、コパ・デル・レイ決勝の古巣・ヘタフェ戦 (3-1) ではフアン・マタの先制点の後に追加点を決め、9年ぶり7回目の優勝に貢献した。2008-09シーズンはラウール・アルビオルとセンターバックのコンビを組むことになり、開幕戦のUDアルメリア戦で得点したが、怪我で2ヶ月の間離脱した。アルビオルがレアル・マドリードに移籍した2009-10シーズンは主にアンヘル・デアルベルトとコンビを組んでリーグ戦24試合に出場し、チームは3位でUEFAチャンピオンズリーグ出場権を獲得した。シーズン最終節のCDテネリフェ戦 (1-0) では後半ロスタイムに決勝点を決め、テネリフェのセグンダ・ディビシオン（2部）降格を決定させて、同じく降格の危機にあった古巣マラガCFを救った。
2010年8月24日、アーセナルFCに移籍したセバスティアン・スキラシの代役を探していたセビージャFCと6年契約を結び、バレンシアに対して移籍金500万ユーロが支払われた。2010-11シーズンはリーグ戦21試合を含む公式戦26試合に出場したが、後半戦以降はフェデリコ・ファシオにポジションを奪われるなど、絶対的な存在にはなれなかった。2011-12シーズンはエミル・スパヒッチの加入もあり立場はさらに悪化し、リーグ戦では出場機会に恵まれずにいた。
2012年2月24日、アルベルト・ロポが怪我で長期離脱を余儀なくされ、センターバックの補強を目指していた古巣ヘタフェCFとシーズン終了までの期限付き契約を結んだ。
2013年8月1日、ヘタフェCFへ4年契約で完全移籍。
2016年1月21日、トルコ・スュペルリグのベシクタシュJKへ移籍。
2016年7月29日、デポルティーボ・アラベスへ移籍。
2018年6月22日、サウジ・プロフェッショナルリーグのアル・アハリ・ジッダへ2年契約で移籍。

### 代表
2003年のFIFAワールドユース選手権に出場し、U-20カナダ代表やU-20コロンビア代表などを破って準優勝した。2004年にスイスで開催されたUEFA U-19欧州選手権にはセルヒオ・ラモスなどとともに参加し、決勝でU-19トルコ代表を破って優勝を果たした。2005年にはオランダで開催されたFIFAワールドユース選手権に出場し、フェルナンド・ジョレンテやダビド・シルバなどの活躍でベスト8に入った。

## 所属クラブ
- マラガCF B（スペイン語版） 2001-2004
- マラガCF 2003-2006
- ヘタフェCF 2006-2007
- バレンシアCF 2007-2010
- セビージャFC 2010-2013

→ ヘタフェCF 2012-2013 (loan)
- ヘタフェCF 2013-2016
- ベシクタシュJK 2016
- デポルティーボ・アラベス 2016-2018
- アル・アハリ・ジッダ 2018-

## タイトル

### クラブ
バレンシアCF
- コパ・デル・レイ : 2007-08

### 代表
U-19スペイン代表
- UEFA U-19欧州選手権 : 2004

### 個人
- ドン・バロン・アワード : 2006-07